# Abida Parveen
Abida Parveen es una popular cantante pakistaní. Está considerada como uno de los principales exponentes de la música sufí. Su fuerte es el kafi y el ghazal, aunque también se ha aventurado en el territorio tradicional masculino y ha cantado qawwalis.
Abida nació en Larkana (provincia de Sindh, Pakistán) en 1954. Recibió su primera formación musical de manos de su padre, Ghulam Haider, y posteriormente de Ustad Salamat Ali Khan. 
Comenzó su carrera musical en Radio Pakistán, Hyderabad, en 1973. Su primer éxito fue la canción en shindi «Tuhinje zulfan jay band kamand widha». Esta canción fue interpretada por otros cantantes shindis antes que ella, pero Abida le dio un estilo único, influido por la música clásica. 
Empezó cantando versos de distintos santis sufíes, como Shah Abdul Latif, Bulleh Shah o Sachal Sarmast, en distintas lenguas. 
En los últimos años, se ha vuelto corriente llamar a Abida la verdadera heredera del manto de Nusrat Fateh Ali Khan, un gigante de la música sufí, fallecido en 1997. Aunque estos juicios son necesariamente subjetivos, es cierto que existe mucho en común entre Abida y Nusrat. Como él, ella posee una magnífica voz, es modesta a pesar de su estrellato, y su música está fortalecida por un compromiso con los ideales del sufismo. Para ambos, el acto de cantar es una apasionada ofrenda a Dios, y en ambos la parte más profunda de su magia se encuentra en el hecho de que son capaces de hacer resonar el corazón de quien les escucha al compás de su música, convirtiéndole en partícipe de dicha ofrenda. 

## Discografía
- Aap Ki Abida
- Are Logo Tumhara Kiya
- Best of Abida Parveen (1997)
- Baba Bulleh Shah
- Abida Parveen Sings Songs of the Mystics Vol 1
- Arifana Kalam
- Chants Soufis Du Pakistan
- Faiz by Abida
- Ghalib by Abida Parveen
- Ghazal Ka Safar Vol I
- Ghazal Ka Safar Vol II
- Har Tarannum
- Hazrat Sultanul Arafin Haq Bahu Rematullah
- Heer By Abida
- Ho Jamalo
- Ishq Mastana
- Jahan-e-Khusrau
- Jeewey Sain Yan Jeewey
- Kabir by Abida (2002)
- Kafian Bulleh Shah
- Kafiyan Khwaja Ghulam Farid
- Khazana
- Kuch Is Ada Se Aaj
- Latthe Di Chadar
- Mahi Yaar Di Ghadoli
- Mere Dil Se
- Meri Pasand - Abida Parveen
- Raqs-e-Bismil - Dance of the Wounded
- Sarhadein
- Sings Amir Khusrau
- Tera Ishq Nachaya
- The very best of Abida
- Yaadgar Ghazalen Vol 1